# Урісіу-де-Жос
Урісіу-де-Жос (рум. Urisiu de Jos) — село у повіті Муреш в Румунії. Входить до складу комуни Кіхеру-де-Жос.
Село розташоване на відстані 269 км на північ від Бухареста, 31 км на північний схід від Тиргу-Муреша, 99 км на схід від Клуж-Напоки, 129 км на північний захід від Брашова.

## Населення
За даними перепису населення 2002 року у селі проживали 359 осіб, з них 355 осіб (98,9%) румунів. Рідною мовою 355 осіб (98,9%) назвали румунську.